# La Motte-de-Galaure
La Motte-de-Galaure era una comuna francesa que estaba situada en el departamento de Drôme, de la región de Auvernia-Ródano-Alpes, que el 1 de enero de 2022 pasó a formar parte de la comuna nueva de Saint-Jean-de-Galaure como comuna delegada.

## Demografía
| Gráfica de evolución demográfica de La Motte-de-Galaure entre 1800 y 2018 |
|                                                                           |

Los datos demográficos contemplados en este gráfico de la comuna de La Motte-de-Galaure se han cogido de 1800 a 1999 de la página francesa EHESS/Cassini, y los demás datos de la página del INSEE.